# U-Bahn-Station Hütteldorfer Straße
Die unterirdische Station Hütteldorfer Straße der Wiener U-Bahn-Linie U3 ist zweigeschoßig und befindet sich im 14. Wiener Gemeindebezirk Penzing. 

## Station
Die Station wurde am 5. Dezember 1998 mit der Eröffnung des vierten Teilstücks der Linie U3 zwischen Hütteldorfer Straße und Ottakring ihrer Bestimmung übergeben. Namensgeber ist die 1861 nach dem damaligen Vorort Hütteldorf benannte Hütteldorfer Straße, eine der wichtigsten Achsen zwischen dem westlichen Stadtrand und dem Gürtel.
Die Station befindet sich unterhalb der Breitenseer Straße zwischen Feilplatz und Reinlgasse. Sie ist mit einem Mittelbahnsteig, Rolltreppen und Aufzügen ausgestattet und ist somit barrierefrei zu erreichen. Ausgänge führen in die Hütteldorfer Straße und in die Breitenseer Straße, wo die Straßenbahnlinie 10 hält. Diese Ausgänge sind in die Wohngebäude an der Oberfläche integriert. Ein weiterer Ausgang führt auf den Feilplatz an der Breitenseer Straße. Hier besteht ein eigenes Aufnahmegebäude. Die Haltepunkte der Straßenbahnlinie 49 in Richtung Hütteldorf bzw. Ring befinden sich entlang der Hütteldorfer Straße.
In der Nähe der Station befinden sich die 1905 gegründeten Breitenseer Lichtspiele, eines der ältesten noch bespielten Kinos von Wien.

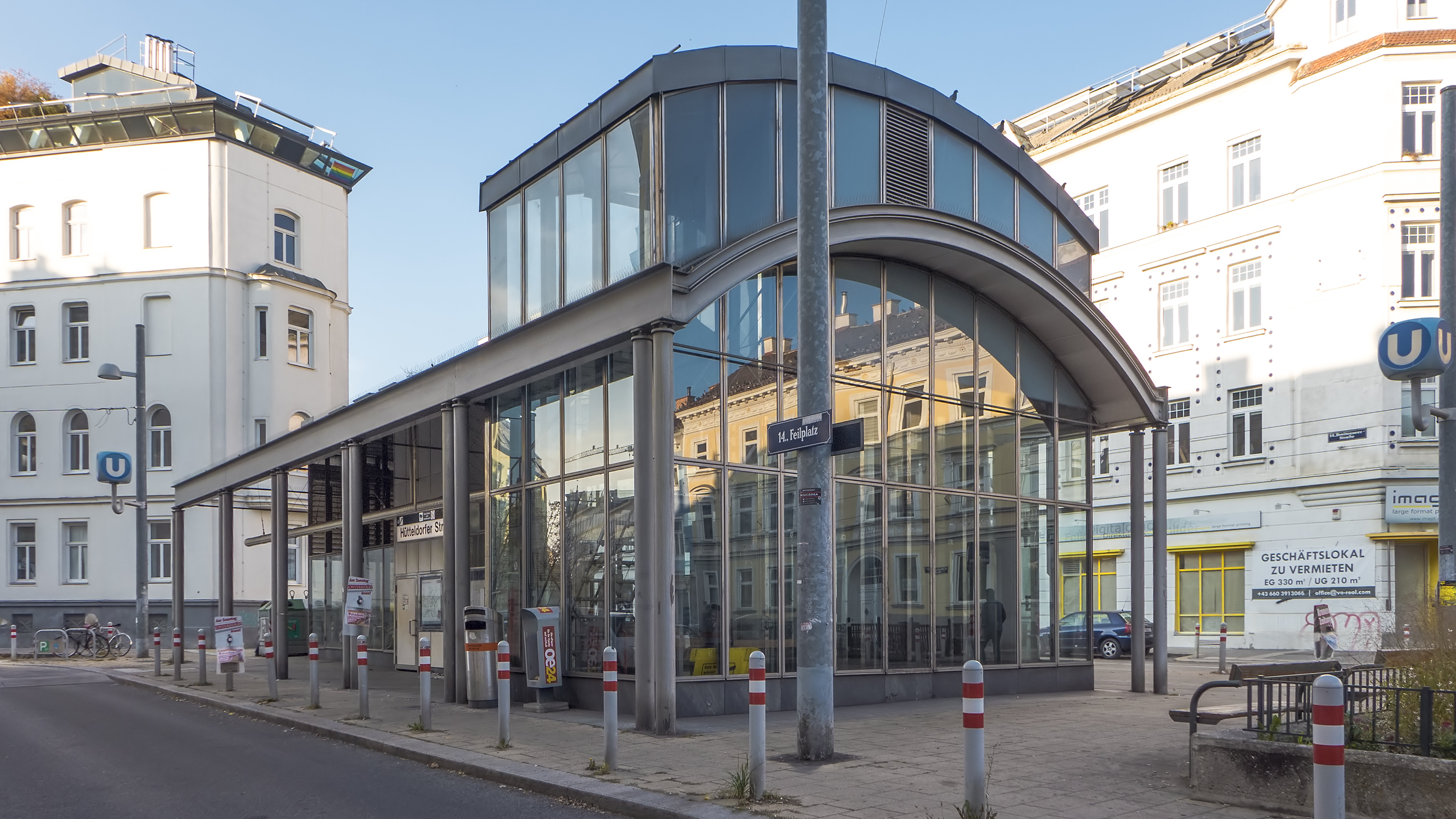
Aufnahmegebäude am Feilplatz
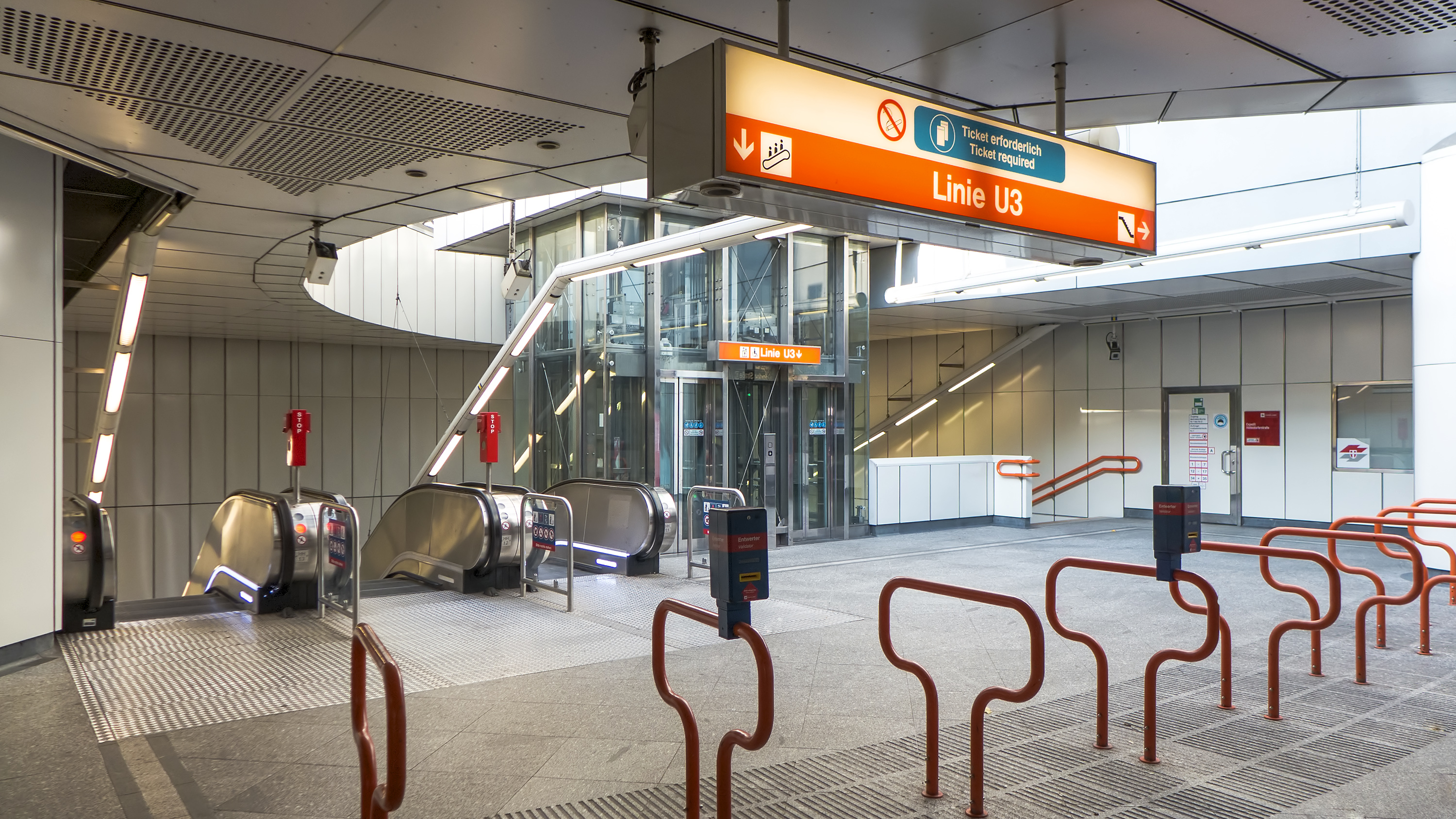
In der Station
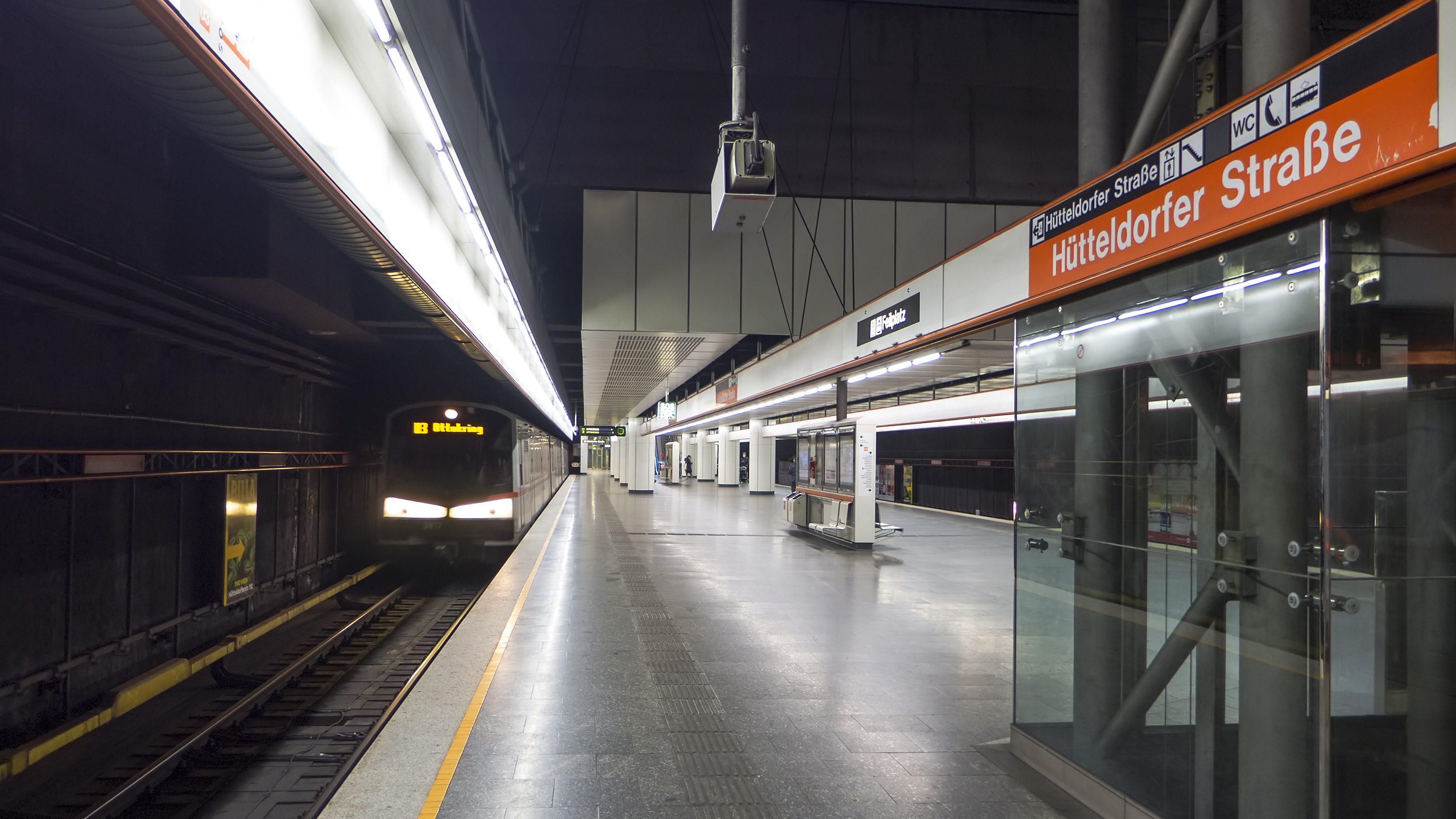
Bahnsteige Hütteldorfer Straße
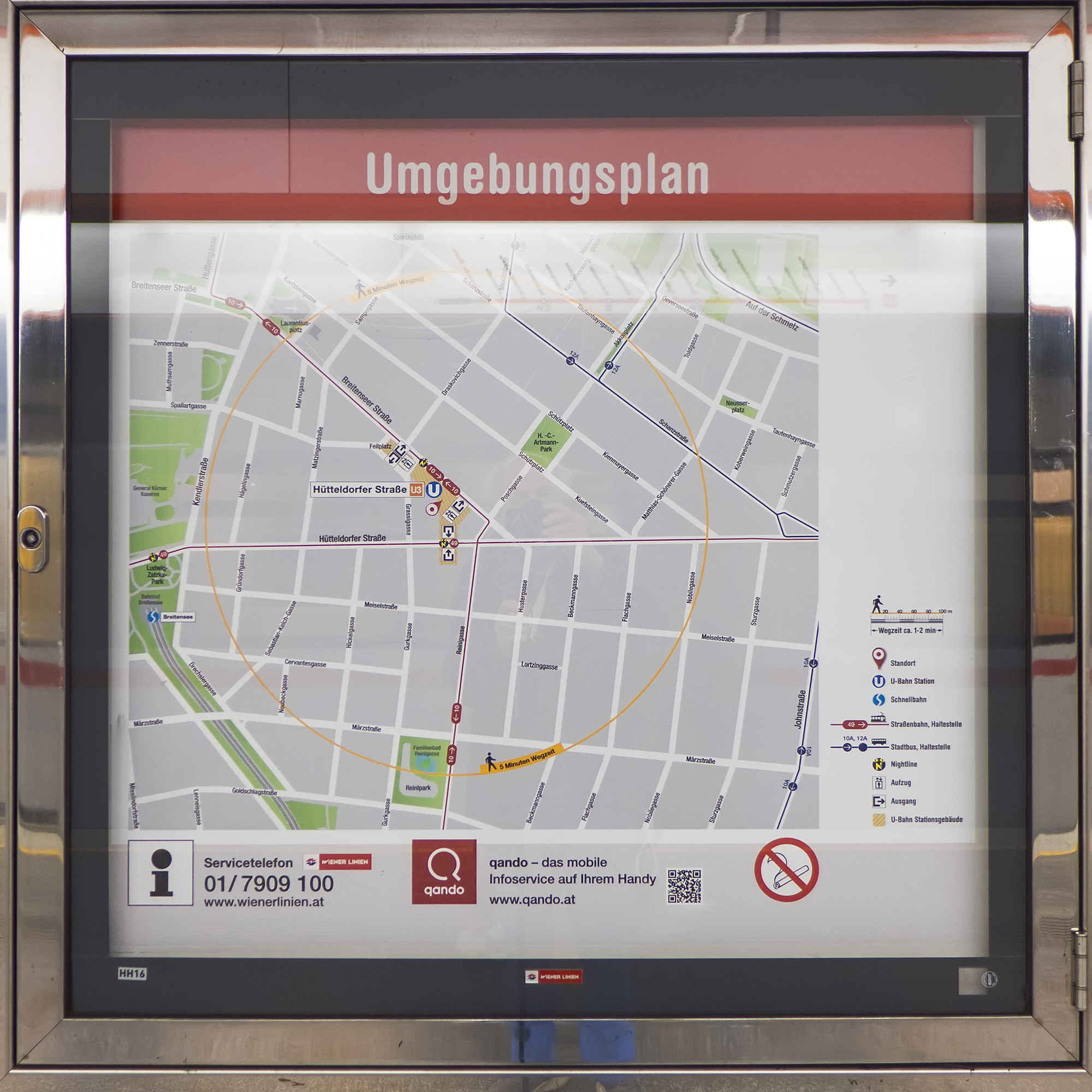
Umgebungsplan

## Ausgestaltung
An einem ca. 40 Meter langen Gang, der zu den Bahnsteigen führt, befindet sich 1998 die Installation „U-BauAlphabet“ des bildenden Künstlers Georg Salner. Die Wandpaneele an diesem Gang wurden leicht schräg gestellt, sodass 39 Sichtstreifen von je 15 cm Breite entstanden. Auf diesen Sichtstreifen sind insgesamt 70 Worte senkrecht angeordnet, allesamt Begriffe aus dem U-Bahnbau. Die Streifen wurden in Email-Technik von der Firma Fuhs in Schrems, Niederösterreich angefertigt. Die Installation ist nur vom Eingang der Station aus sichtbar, vom Ausgang her bleibt sie verborgen.

## Galerie

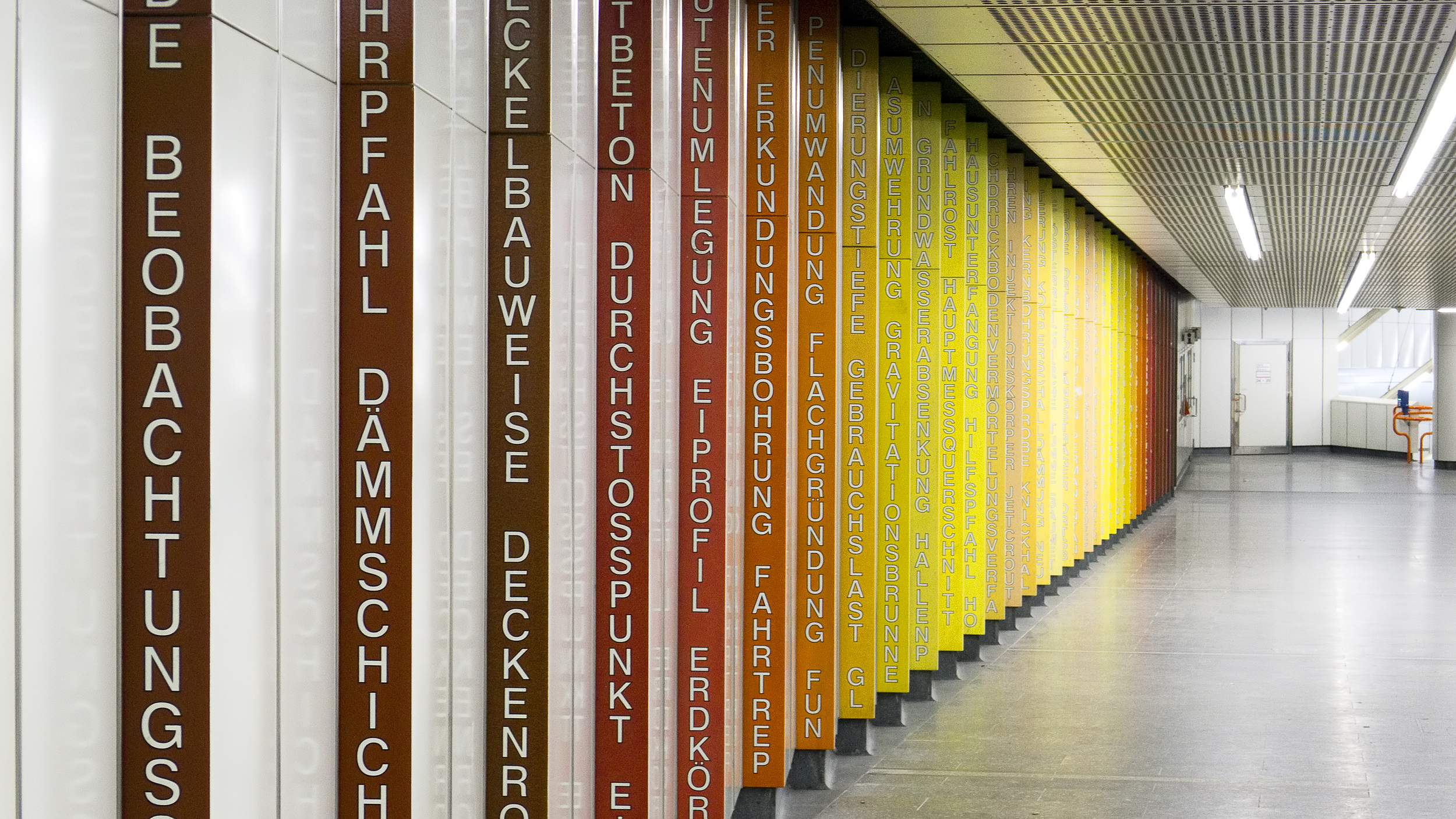
Wandinstallation „U-BauAlphabet“
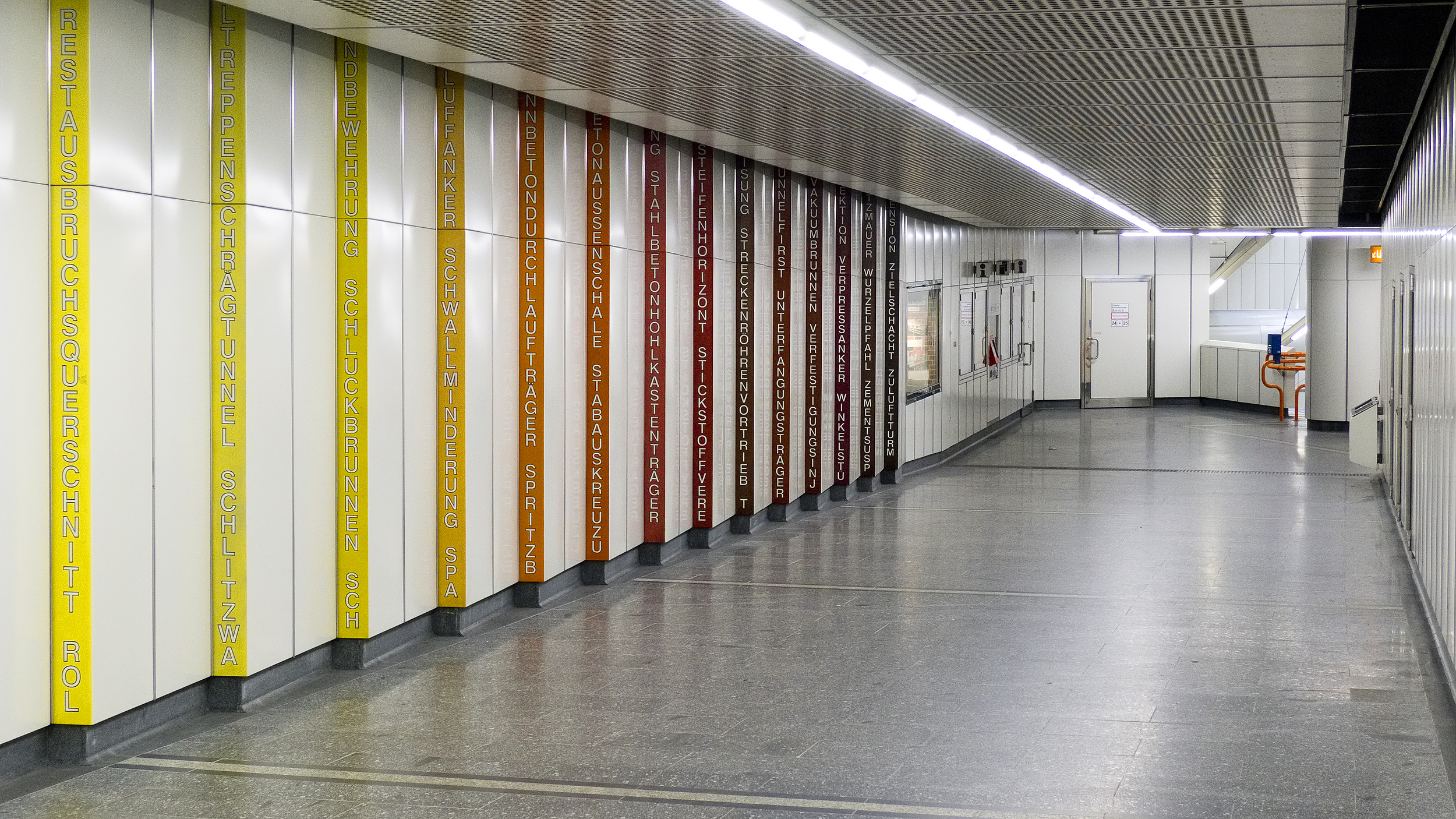
Wandinstallation „U-BauAlphabet“